# Stefano Cipani

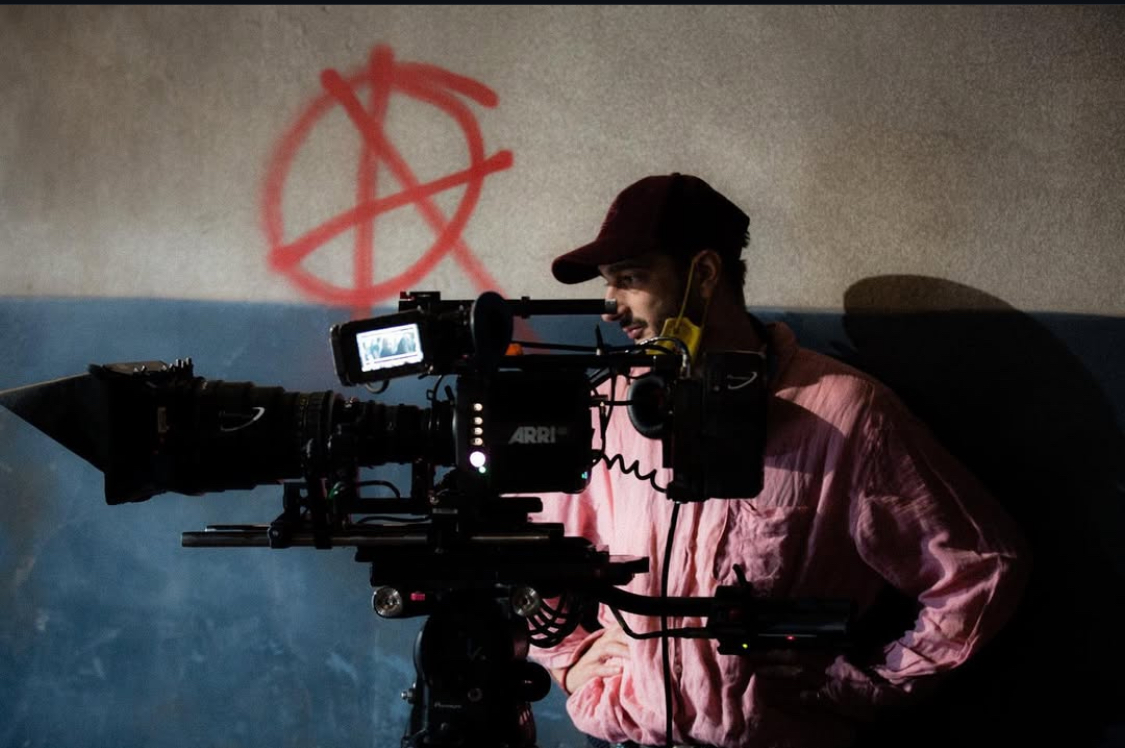

Stefano Cipani (Salò, 11 gennaio 1986) è un regista e sceneggiatore italiano.

## Biografia
Stefano Cipani è un regista e sceneggiatore italiano nato a Salò nel 1986, noto per il suo esordio cinematografico con Mio fratello rincorre i dinosauri, ispirato all'omonimo libro di Giacomo Mazzariol. 
Stefano Cipani si laurea in Critica e Storia del Cinema presso la facoltà del Dams all’Università Alma Mater Studiorum - Università di Bologna con tesi su Trey Parker: satira al politically correct, per poi ricevere MFA in Fine Art presso la New York Film Academy a Los Angeles. 
Il suo debutto cinematografico avviene con Mio fratello rincorre i dinosauri nel 2019, con il quale vince il David di Donatello Giovani e l’EFA Young Audience Award
Nel 2020 è alla regia di Fedeltà, serie originale Netflix, mentre nel 2022 gira il suo secondo lungometraggio, Educazione Fisica, tratto dal testo teatrale "La Palestra" di Giorgio Scianna e riadattato per il Cinema dai Fratelli D'Innocenzo.

## Filmografia

### Regista
- Mio Fratello Rincorre i Dinosauri (2019)
- Educazione Fisica (2022)

## Riconoscimenti
- David di Donatello
  - David di Donatello 2020 – David Giovani per Mio Fratello Rincorre I Dinosauri
- European Film Awards
  - European Film Awards 2020 – European Young Audience Awards per Mio Fratello Rincorre I Dinosauri